# Sessualità nell'antica Roma

Rapporto sessuale in posizione con donna sopra, calco in gesso di un medaglione in terracotta del I secolo. L'iscrizione dice: "guarda come mi stai aprendo bene".

Gli atteggiamenti e i comportamenti riferibili alla sessualità nell'antica Roma sono stati variamente descritti nell'arte romana, nella letteratura latina e nel Corpus Inscriptionum Latinarum; in misura minore anche da reperti di archeologia classica, quali manufatti di arte erotica (vedi ad esempio l'arte erotica a Pompei e Ercolano) e di architettura romana.
È stato talvolta ipotizzato che la "licenza sessuale illimitata" fosse una delle caratteristiche più peculiari del mondo Romano antico: "La sessualità degli antichi Romani non ha mai avuto buona stampa in Occidente, da quando si è verificato il predomino culturale del cristianesimo. Nella fantasia popolare e nella cultura di massa questa è sinonimo di licenziosità e abuso sessuale". Tuttavia la sessualità non è stata affatto esclusa dalle preoccupazioni del mos maiorum, il nucleo della tradizione etica della civiltà romana; ciò si è verificato attraverso consolidate norme sociali che hanno interessato la vita pubblica, privata e finanche militare.
"Pudor", ossia vergogna-pudore, è stato un fattore di regolazione del comportamento, oltre che parte di sentenze legali riguardanti casi di trasgressioni sessuali avvenute sia durante il periodo della repubblica romana che in quello dell'impero romano. Il censore, pubblico ufficiale nonché magistrato adibito alla supervisione della "moralità pubblica", era anche atto a determinare il rango (ossia la classe sociale) degli individui; egli aveva tra gli altri anche il potere di rimuovere quei cittadini ritenuti colpevoli di cattiva condotta sessuale dal senato romano e/o dall'antica casta aristocratica del patriziato, ed in alcuni casi ciò è effettivamente avvenuto. Lo studioso e filosofo francese Michel Foucault, nella sua opera Storia della sessualità, ha considerato la realtà sessuale in tutto il mondo greco-romano come severamente disciplinata dalla moderazione e dall'arte di gestire il piacere sessuale.
La società romana era fortemente intrisa di patriarcato (vedi la figura del Pater familias), e il concetto di mascolinità si basava essenzialmente sulla capacità di governare se stessi e gli altri, cioè oltre che gli schiavi e i sottoposti anche la propria persona, e ciò valeva pure nell'ambito delle relazioni sessuali. "Virtus", la virtù-il valore, è stato un ideale mascolino di auto-disciplina attiva e che si viene direttamente a riferire alla parola latina indicante il maschio-Vir (la virtù è pertanto caratteristica dell'uomo inteso come rappresentante mascolino della società).

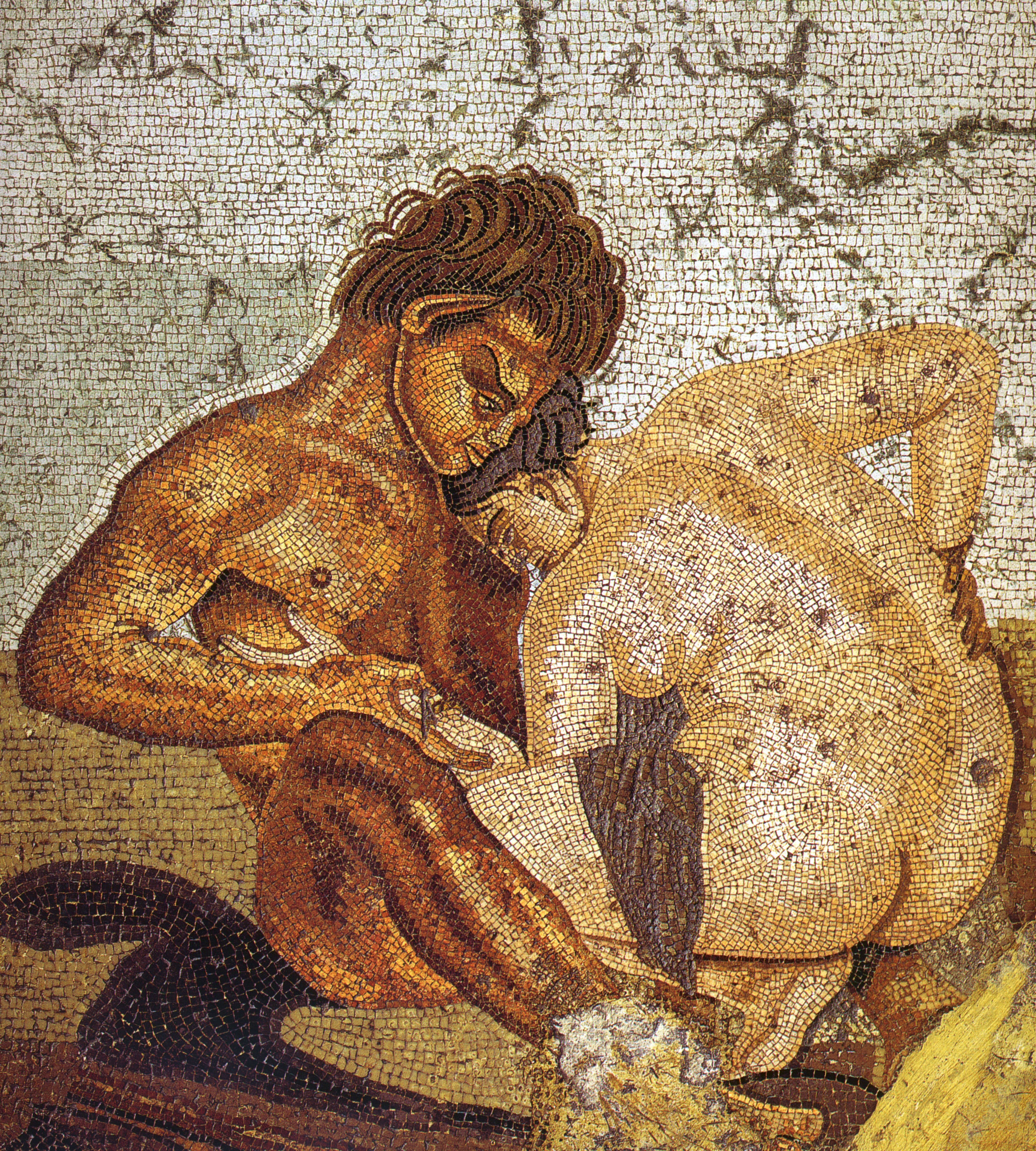
Un satiro in compagnia di una ninfa, simboli mitologici della sessualità. Mosaico rinvenuto nella casa del Fauno a Pompei.

L'ideale corrispondente al termine "Vir" per la donna era la pudicitia, spesso tradotta come castità o modestia; ma essa rappresentava in realtà anche una qualità personale più pro-positiva e finanche competitiva, che doveva ben raffigurare sia il fascino che l'auto controllo di cui doveva essere dotata per Natura la matrona romana. Le donne delle classi superiori avrebbero dovuto essere colte, forti di carattere, ed attive nell'impegnarsi a mantenere la posizione del proprio clan familiare all'interno della società civile.
Ma, tranne pochissime eccezioni, la letteratura ha conservato nei riguardi della sessualità solamente le voci dei colti patrizi di sesso maschile; è sopravvissuta quindi soltanto una parte del "discorso sessuale" presente nell'antica Roma. L'arte visiva era invece solitamente creata da individui di status sociale inferiore e rappresentanti di una gamma etnica più ampia di quella più prettamente letteraria; ma essa si è anche trovata a doversi adattare al gusto ed alle inclinazioni di coloro che erano abbastanza ricchi da permettersela e che potevano includere durante l'epoca imperiale anche alcuni liberti; pertanto, anche in tal caso, non risulta essere completamente affidabile.
Alcuni atteggiamenti e comportamenti di natura sessuale ben presenti all'interno della cultura romana differiscono notevolmente da quelli della successiva cultura occidentale. La religione romana ad esempio promuoveva la sessualità come uno degli aspetti fondamentali di prosperità per l'intero Stato; singoli individui potevano rivolgersi alla pratica religiosa privata, o anche alla magia, per migliorare la loro vita erotica o la salute e capacità riproduttiva; inoltre la prostituzione nell'antica Roma era legale, pubblica e diffusa. Soggetti artistici che oggi definiremmo senza esitazione come pornografia erano ampiamente presenti tra le collezioni d'arte delle famiglie più rispettabili e di elevato status sociale.
Si riteneva del tutto naturale, e il fatto in sé era "moralmente" irrilevante, che un uomo adulto potesse essere attratto sessualmente da adolescenti di entrambi i sessi; la pederastia veniva tranquillamente accettata fintanto che essa riguardava partner maschili - anche giovanissimi - che non fossero cittadini romani, quindi coloro che non erano nati liberi o attualmente in una condizione di schiavitù. La dicotomia moderna di eterosessuale ed omosessuale non costituiva in alcuna maniera la distinzione primaria del pensiero romano nei riguardi della sessualità ed in lingua latina non esistono neppure parole indicanti gli attuali termini che vengono a distinguere nella sua totalità l'identità di genere o l'orientamento sessuale.
Nessuna censura morale vigeva contro l'uomo che godesse degli atti sessuali compiuti con donne o altri uomini di livello inferiore al suo; a patto che questi comportamenti non venissero a rivelare carenze o eccessi nel carattere, né violassero i diritti e le prerogative degli altri coetanei maschi. Era invece la caratteristica dell'effeminatezza a venir percepita in maniera unanimemente negativa, con casi divenuti celebri di denuncia letteraria pubblica a mo' di scherno e invettiva; questo poteva accadere particolarmente all'interno della retorica politica, quando si accusavano spesso e volentieri gli avversari di essere effemminati, cioè affetti da forti carenze caratteriali e pertanto del tutto inaffidabili anche per quel che concerneva la gestione della cosa pubblica.
Il sesso praticato con moderazione con prostitute o giovani schiavi maschi non è mai stato considerato come improprio o un rischio che potesse "viziare" l'intrinseca mascolinità, costitutiva dell'uomo romano adulto; l'importante era che il cittadino assumesse sempre il ruolo sessuale attivo e mai quello passivo (vedi attivo e passivo nel sesso). L'ipersessualità tuttavia è stata d'altro canto condannata sia moralmente che come patologia medica, questo sia negli uomini che nelle donne.
La componente femminile della società era solitamente tenuta ad un codice morale più rigoroso rispetto alla sua controparte maschile; relazioni omosessuali tra donne sono scarsamente documentate, ma la sessualità femminile in genere è stata ampiamente celebrata o insultata, a seconda dei casi, in tutta la letteratura latina. Nella sua generalità, gli antichi Romani si trovarono ad avere categorie di genere, se così si può dire, più flessibili rispetto all'antica Grecia.
Anche se analizzare la sessualità nell'antica Roma in rigidi termini di opposizione binaria "penetratore-penetrato" può risultare in parte fuorviante e dunque può oscurare la pienezza dell'espressività sessuale antica tra individui presi nella loro singolarità, l'assenza d'una qualsiasi altra "etichetta" per l'interpretazione culturale dell'esperienza erotica fa sì che tale distinzione continui ad essere utilizzata. Anche la rilevanza stessa data alla parola "sessualità" nella cultura romana antica è stata da alcuni contestata ed è oggetto di disputa.

## Arte e letteratura erotica

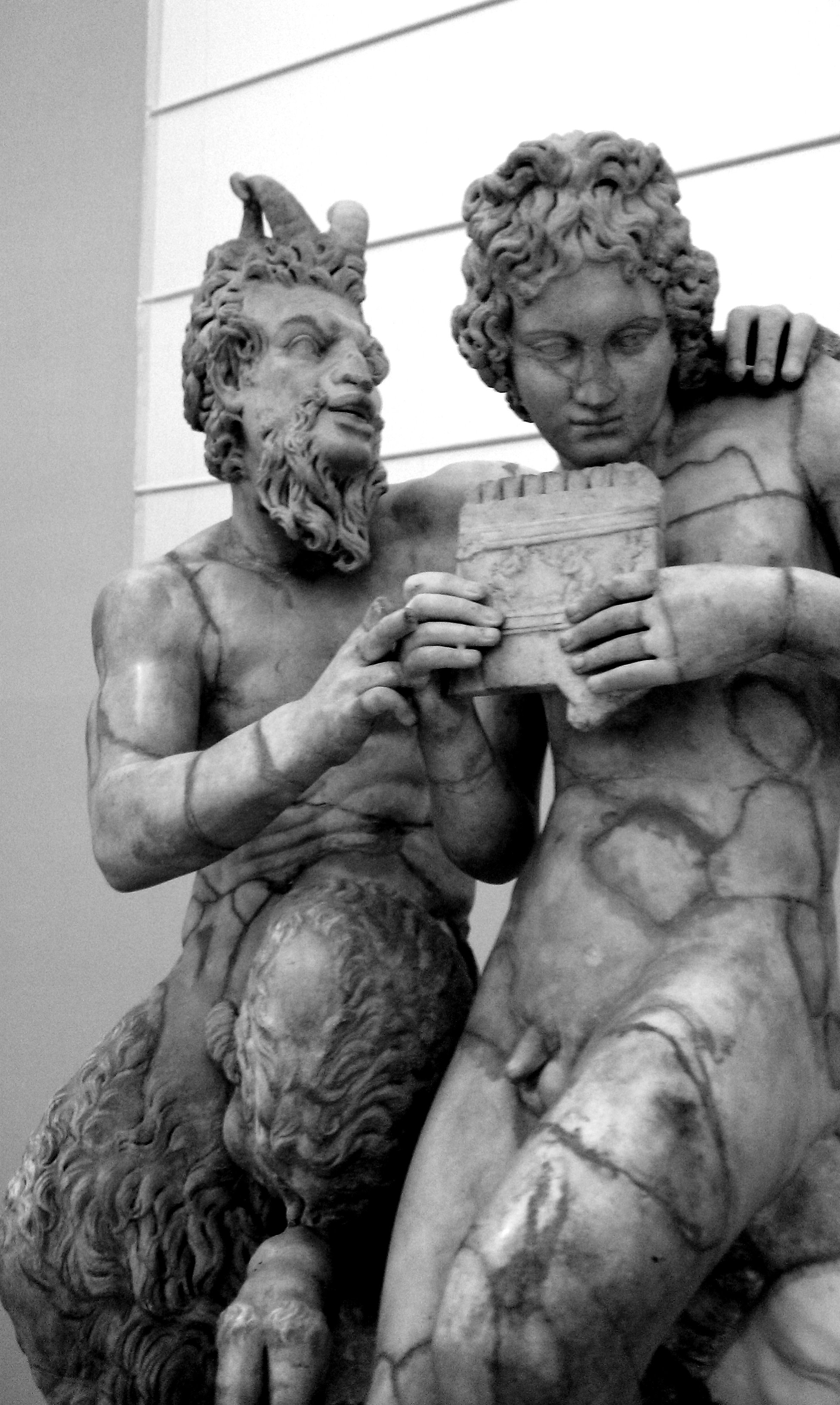
Pan che insegna al suo eromenos Dafni a suonare il flauto.

La letteratura antica concernente la sessualità romana rientra principalmente in quattro categorie: testi giuridici, medici, poetici e politici. Riferimenti a tipologie di espressività sessuale ci provengono dalla commedia del teatro latino, dalla satira, dalla poesia amorosa e dall'invettiva, dai graffiti, dagli incantesimi magici e dalle iscrizioni; tali forme culturali considerate come minori nell'antichità hanno avuto molto più da dire nei riguardi della sessualità che i generi cosiddetti più elevati della tragedia e dell'epica.
Varie informazioni sulla vita sessuale della popolazione è sparsa anche nella storiografia (nei riguardi di personalità conosciute), nell'oratoria e in alcuni testi filosofici, oltre che negli scritti di medicina, agricoltura e di altri argomenti tecnici. I testi di diritto romano si soffermano su quei comportamenti che si volevano disciplinare o vietare, senza necessariamente indicare quel che le persone realmente facevano o meno.
I principali autori latini le cui opere hanno contribuito significativamente alla comprensione della sessualità nell'antica Roma comprendono:
1. Il commediografo Tito Maccio Plauto, le cui opere ruotano spesso su trame concernenti casi sessuali, con giovani amanti ad esempio tenuti separati dalle avverse circostanze (200 a.C. circa).
2. Lo statista e moralista Marco Porcio Catone (detto "il Vecchio") il quale offre scorci sulla sessualità vigente in un momento storico che successivamente fu considerato come epoca avente gli standard morali più elevati, di tutta la storia latina (150 a.C. circa).
3. Il poeta e filosofo Tito Lucrezio Caro, che presenta un lungo trattato sulla sessualità epicurea nella sua opera De rerum natura (55 a.C. circa).
4. Gaio Valerio Catullo, le cui poesie esplorano tutta una serie di esperienze erotiche avvenute verso la fine dell'epoca repubblicana; esse spaziano da un più delicato sentimento romantico (l'amore verso le donne-Lesbia e nei confronti dei ragazzi-Giovenzio) per giungere fino alle invettive più brutalmente oscene ("Pedicabo ego vos et irrumabo"-io ve lo metto in culo e in bocca; 50 a.C. circa).
5. Marco Tullio Cicerone con numerosi interventi avvenuti in Senato in cui attacca il comportamento sessuale degli avversari politici, a cominciare da Gaio Giulio Cesare più volte additato come sessualmente ambiguo e quindi anche pericoloso per l'incolumità statale; ma anche con lettere disseminate di pettegolezzi contro l'élite romana che gli si opponeva (45 a.C. circa).
6. I poeti Sesto Properzio e Albio Tibullo, che rivelano alcuni degli atteggiamenti sociali dell'epoca quando descrivono le loro storie d'amore avvenute con giovani donne e adolescenti maschi.
7. Publio Ovidio Nasone, in particolare con i suoi Amores e Ars amatoria i quali, secondo la tradizione, hanno contribuito notevolmente ad affrettare la decisione dell'imperatore romano Augusto di esiliare il poeta; ma anche tramite la sua raccolta epica Metamorfosi la quale presenta tutta una serie di miti a forte impronta sessuale (e ancora una volta sia con esempi di amori tra uomini e donne che tra uomini e ragazzi) riguardante figure divine ed esseri umani, con un'enfasi particolare data allo stupro - alla violenta aggressione di tipo sessuale - attraverso la lente della lettura mitologica (10 d.C. circa).
8. Marco Valerio Marziale, le cui osservazioni sulla società in genere sono spesso e volentieri arricchite e rinforzate da invettive sessualmente esplicite (100 d.C. circa).
9. Decimo Giunio Giovenale, che inveisce contro i costumi sessuali del suo tempo, attaccando con particolare fervore le donne e gli uomini effeminati (200 d.C. circa).

Ovidio elenca anche un certo numero di scrittori molto noti al tempo per il materiale salace contenuto nelle rispettive opere, nessuna delle quali è però riuscita a giungere fino a noi. Manuali sessuali greci, ma anche semplici testi di natura pornografica sono stati pubblicati sotto il nome di famose etere (-cortigiane) e diffusi ampiamente. Le novelle erotiche di Aristide di Mileto, i Milesiaká furono tradotte da Sisenna, uno dei pretori del 78 a.C.; Ovidio definisce il libro come una raccolta di misfatti-crimina e ci dice che l'intera narrazione era infarcita con "barzellette sporche". A seguito della battaglia di Carre nel 53 a.C. i parti sarebbero rimasti scioccati nel trovare proprio quel libro nel bagaglio ufficiale appartenente a Marco Licinio Crasso.
L'arte erotica a Pompei e Ercolano, rinvenuta solamente a partire dal tardo XVIII secolo, è una ricca fonte di indizi sulla natura della sessualità nell'antica Roma, anche se non del tutto priva di ambiguità; alcune delle immagini paiono difatti contraddire almeno in parte le preferenze sessuali sottolineate in letteratura, ma potevano queste essere destinate ad un intento satirico, per provocare quindi il riso o alternativamente per sfidare gli atteggiamenti convenzionali seguiti.
Oggetti di uso quotidiano quali specchi e vasi in ceramica sigillata potevano essere decorati con scene decisamente erotiche le quali potevano andare dalle eleganti danze compiute in abiti succinti a disegni espliciti di penetrazione sessuale. Dipinti erotici sono stati trovati nelle case più rispettabili della nobiltà romana, come nota Ovidio: "vi è un piccolo dipinto (-tabella) raffigurante varie tipologie di accoppiamenti... ma anche una Venere bagnata che si asciuga i capelli gocciolanti con le dita, a malapena coperta dalle acque".
Questa Venere carica di erotismo appare tra le vari immagini che un intenditore d'arte potrebbe sicuramente apprezzare.
Tutta una serie di dipinti rinvenuti all'interno delle terme suburbane di Pompei, scoperti solo nel 1986 e pubblicati in riproduzione nel 1995, presentano una varietà di scenari erotici che paiono destinati a divertire lo spettatore con rappresentazioni sessuali assai scandalose, tra cui un ampio numero di posizioni sessuali, sesso orale e sesso di gruppo eterosessuale, omosessuale e lesbico a scelta.
L'arredamento di una camera da letto romano poteva riflettere letteralmente il suo uso sessuale: il poeta augusteo Orazio possedeva presumibilmente una stanza con le pareti interamente ricoperte di specchi, di modo che quando aveva la compagnia di una prostituta poteva osservarla da tutte le angolazioni possibili. L'imperatore Tiberio aveva le camere da letto decorate con i più lascivi e sconci dipinti e sculture, ma veniva rifornito costantemente di "guide del sesso" ricche di consigli e proposte scritte appositamente per lui dal medico greco Elefantide.
Nel II secolo si è verificato un autentico boom di testi riguardanti la sessualità, scritti sia in lingua greca che in lingua latina, assieme ai romanzi d'amore; ma questo discorso franco e sincero sulla sessualità scompare quasi del tutto dalla letteratura successiva, con i temi sessuali che vengono riservati alla scrittura medica o alla teologia cristiana.
Nel III secolo il celibato era divenuto un ideale per un crescente numero di fedeli cristiani; gli stessi padri della Chiesa come Tertulliano e Clemente di Alessandria hanno disquisito sul fatto che anche il sesso coniugale dovesse essere consentito solamente per la procreazione. Nel martirologio la sessualità viene descritta come una delle peggiori torture rivolte contro la santa castità del cristiano, soffermandosi anche sugli atti di mutilazione sessuale (in particolare i seni) a cui venivano sottoposte in special modo le donne.
L'umorismo osceno di Marziale è stato per breve tempo fatto rivivere nel IV secolo dallo studioso e poeta Ausonio, seppur nominalmente cristiano, evitando però la predilezione dell'autore latino nei confronti della pederastia.

## Sesso, religione e Stato
Così come per gli altri aspetti della vita romana, anche la sessualità è stata sostenuta e regolata da precise tradizioni religiose (vedi religione romana), sia per quanto concerne il culto pubblico statale sia per quel che riguarda le pratiche religiose private e magiche. La sessualità è in ogni caso una categoria importante del pensiero religioso romano.
Il complemento di maschile e femminile è stato di particolare importanza per la definizione del concetto romano di divinità. I Dei Consenti erano un consiglio di coppie divine maschio-femmina equivalenti in qualche misura alle dodici maggiori divinità Greche (vedi gli Olimpi). Almeno due tra i "sacerdozi statali" erano svolti congiuntamente da una coppia di coniugi.
Le vergini Vestali, uno status sacerdotale riservato alle donne, prendendo il voto di castità perenne, si vedevano riconosciuta una relativa indipendenza dal controllo maschile; tra gli oggetti religiosi di maggior pregio che avevano in custodia vi era anche il "fallo sacro". il fuoco di Vesta doveva evocare l'idea della purezza sessuale nella femmina e contemporaneamente rappresentare il potere procreativo del maschio.
Gli uomini che servivano nei vari collegia di sacerdoti (vedi pontefice (storia romana)) avrebbero dovuto in ogni caso sposarsi e crearsi una famiglia. Cicerone ha dichiarato che il desiderio di procreare era il vivaio della repubblica, causa prima per l'esistenza di quella forma di istituzione sociale chiamata matrimonio; a sua volta la casa-domus rappresentava l'unità familiare ch'era il mattone della vita urbana.
Molte delle festività romane stagionali contenevano in sé degli elementi sessuali: i Lupercalia del mese di febbraio sono stati celebrati fino al V secolo ed includevano un rito arcaico di fertilità; mentre i Floralia erano caratterizzati da danze che si svolgevano tra persone nude. In alcune tra le più importanti feste religiose del mese di aprile, partecipavano e venivano ufficialmente riconosciute anche le prostitute.
Le connessioni esistenti tra riproduzione umana, prosperità generale e benessere dello Stato vengono ben incarnate dal culto romano di Venere, che si differenzia dalla sua controparte Greca Afrodite soprattutto per il suo ruolo di madre dell'intero popolo romano, questo attraverso il figlio per metà mortale Enea.
Durante il periodo delle guerre civili degli anni 87-82 a.C. Lucio Cornelio Silla, in procinto d'invadere il proprio stesso paese con le legioni assoggettate al proprio comando, ha fatto emettere una moneta raffigurante una Venere incoronata in qualità di suo personale nume tutelare, affiancata da un Cupido in possesso di un rametto di Palma (segno di vittoria). Sul retro vi erano tropaion (trofei militari) assieme a simboli degli àuguri, sacerdoti statali che svelano il volere degli dei. L'iconografia collega quindi la divinità dell'amore col buon augurio di successo militare e con l'autorità religiosa. Il dittatore romano assunse anche il titolo di Epafrodito-appartenente ad Afrodite.
Il fascinus fallico era onnipresente nella cultura romana ed appare praticamente su ogni tipo di oggetto, dai gioielli agli antichi campanelli eoliche o tintinnabulum fino alle lampade; era inoltre un potente amuleto atto a proteggere i bambini e ai generali che celebravano il proprio trionfo. Cupido è colui che ispira il desiderio erotico; Priapo invece, importato dalla Grecia, rappresenta più la vera e propria lussuria, intrisa però d'un fondamento fortemente umoristico; Mutunus Tutunus promuoveva infine il sesso coniugale. Il dio Liber (versione latina di Dioniso) si prendeva cura, tra le altre cose, anche delle "risposte fisiologiche" durante l'atto sessuale. Vi erano infine tutta una serie di divinità atte a supervisionare ogni aspetto della relazione amorosa, dal concepimento fino al parto.
Quando un maschio assumeva la toga virile Libero diveniva il suo patrono; secondo quel che raccontano i poeti, in questo momento egli lasciava la modestia innocente (-pudor) caratteristica dell'infanzia per acquisire la libertà sociale (-Libertas) e poter iniziare così la sua personale vita sessuale.
La mitologia classica tratta spesso di temi sessuali anche molto impegnativi, quali adulterio, incesto e stupro; l'arte e la letteratura hanno proseguito con la letteratura alessandrina la trattazione di figure mitologiche erotiche le quali compivano in modo molto umano, ma anche umoristico, atti sessuali in seguito del tutto rimossi dalla dimensione religiosa.

### Concetti morali e giuridici

#### Castitas
La parola latina castitas, da cui deriva l'attuale castità, è un sostantivo astratto che denota "una purezza morale e fisica di solito in un contesto specificamente religioso" e a volte, ma non sempre, riferendosi specificatamente alla castità sessuale. Il relativo aggettivo castus-puro poteva esser usato sia per riferirsi a luoghi ed oggetti, così come anche alle persone; l'aggettivo "pudicus" (da cui pudicizia, pudore) descrive in maniera più particolareggiata una persona che è sessualmente morale.
I rituali di Cerere concernevano sia la castitas che la sessualità, incarnando la Dea anche la maternità; la torcia portata in suo onore in processione durante lo svolgersi del corteo nuziale era associata alla purezza sessuale della sposa. Vesta era la divinità primaria del pantheon romano associata al concetto di castitas, ed era essa stessa una Dea vergine; le sue sacerdotesse vestali dovevano mantenersi vergini per tutta la vita, avendo fatto voto di rimanere nubili.

#### Incestum
L'incestum, da cui deriva l'attuale incesto, ossia ciò che è "non castum", è un atto che viola la purezza religiosa, forse sinonimo di ciò che è "nefas" (nefasto) ovvero religiosamente inammissibile.
La violazione ad esempio del voto di castità professato da una Vestale era considerato come incestum: la punizione riguardava sia la donna che l'uomo che la rendeva impura attraverso il rapporto sessuale, sia che l'atto fosse stato consensuale che ottenuto con la forza. Lei veniva seppellita viva, lui lapidato nel Foro. La perdita di castitas di una vestale equivaleva alla rottura del patto stipulato tra Roma e gli dei, la pax deorum e veniva generalmente accompagnata dall'osservazione di cattivi presagi (-prodigia). L'accusa d'incestum che veniva a coinvolgere una vestale poteva spesso coincidere con una situazione di agitazione politica e con pericoli di sommosse.
Marco Licinio Crasso venne assolto dall'accusa d'aver commesso incestum con una vestale che condivideva il proprio nome di famiglia. Quello che oggi s'intende per rapporti incestuosi erano solo una delle forme di incestum, a volte tradotto anche come sacrilegio. Quando Publio Clodio Pulcro si travestì da donna, violando così i riti della Bona Dea rivolti esclusivamente alla componente femminile della società, si attirò l'accusa di incestum.

#### Stuprum
Nel diritto romano, ma anche nella morale vigente comune, lo stuprum è il rapporto sessuale illecito, traducibile come "depravazione criminale" o crimine sessuale; esso viene a comprendere diversi reati di natura sessuale, tra cui vi è anche "l'atto sessuale illegale ottenuto con la forza" e l'adulterio (uno stupro morale rivolto contro il coniuge).
Inizialmente col termine stuprum è stato considerato un atto vergognoso in generale, o qualsiasi disgrazia pubblica, il che includeva ma non si limitava alla sessualità considerata illecita, ma ai tempi della commedia romana di Tito Maccio Plauto la parola aveva già acquisto il suo più ristretto significato sessuale: innanzitutto uno stuprum può avvenire solo tra cittadini, in quanto qualsiasi violenza sessuale commessa contro la schiavitù era perfettamente lecita e quindi non punibile. Proprio la protezione contro la cattiva condotta sessuale è sempre stato tra i diritti legali che maggiormente contraddistinguono il cittadino dal non-cittadino.

#### Raptus
Derivante dal verbo latino rapio/rapere, significa "strappar via, portar via, rapire". Nel diritto romano il termine raptio viene utilizzato principalmente per indicare il rapimento o sequestro. Il mitico ratto delle Sabine rappresenta un sequestro della sposa o rapimento a scopo matrimoniale in cui la violazione sessuale delle donne diviene un problema del tutto secondario. Il sequestro di una ragazza non sposata dalla casa di suo padre era in certi casi una "fuga di coppia" messa in atto in quanto non vi era il permesso paterno alla celebrazione delle nozze.
Leggi relative alla violenza sessuale (azioni sessuali commesse con violenza o coercizione) sono state codificate per la prima volta solo verso la fine dell'era repubblicana, mentre il rapimento avvenuto con lo scopo di commettere un reato sessuale è emerso come distinzione giuridica.

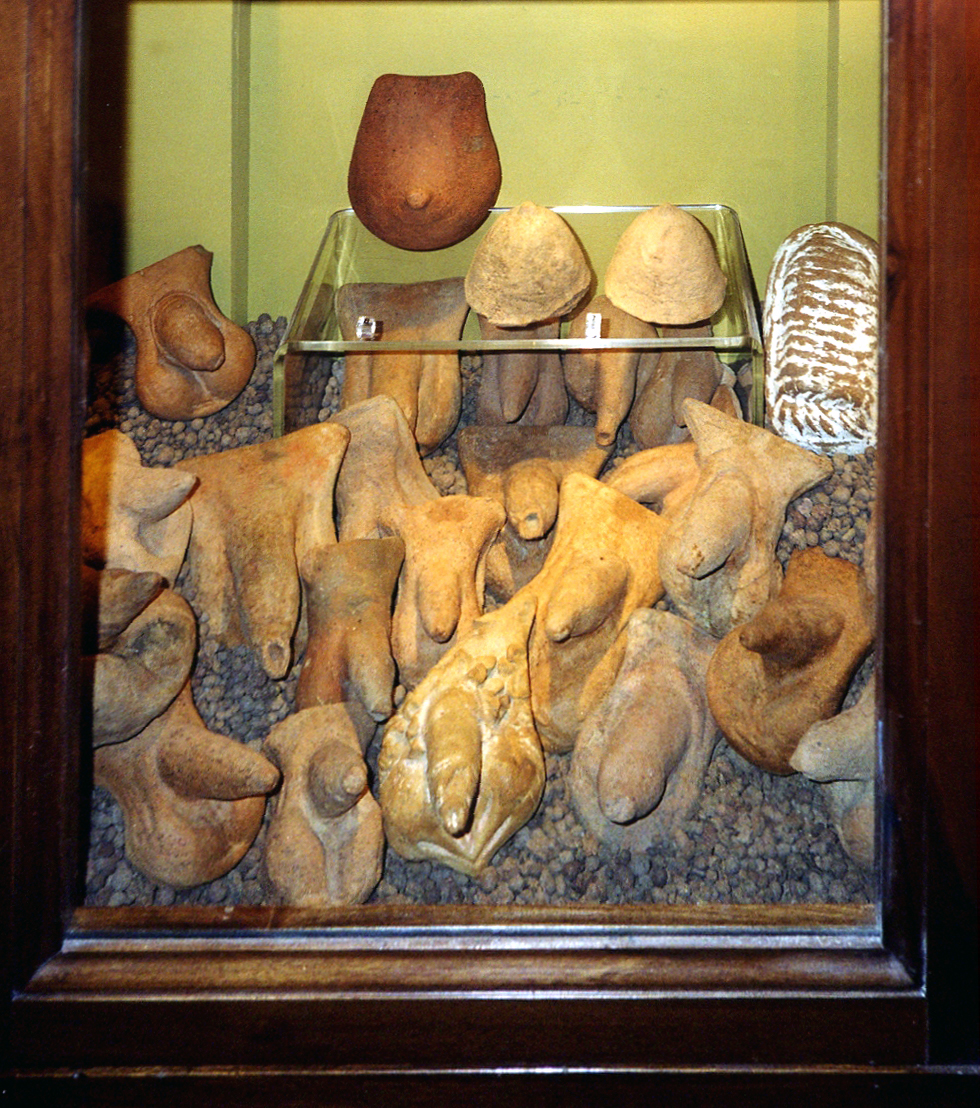
Offerte votive di Pompei: peni, seni e un utero.

### Guarigione e magia
L'aiuto divino poteva essere ricercato anche tramite rituali religiosi privati che avvenivano, associati a lunghi trattamenti medici, col compito di migliorare o bloccare la fertilità, o per cerar di curare malattie degli organi riproduttivi

## Teorie della sessualità
Antiche teorie riguardanti l'ambito sessuale sono stati prodotti da e per un'élite istruita. La misura in cui queste teorizzazione del sesso abbia effettivamente interessato il comportamento quotidiano rimane discutibile, anche tra coloro che fossero stati attenti agli scritti filosofici e medici che hanno presentato tali opinioni. Questo si presenta come un discorso elitario, mentre spesso deliberatamente critica i comportamenti più tipici o comuni, ma allo stesso tempo non può essere assunta per escludere la possibilità che questi valori fossero più o meno ampiamente seguiti nella società.

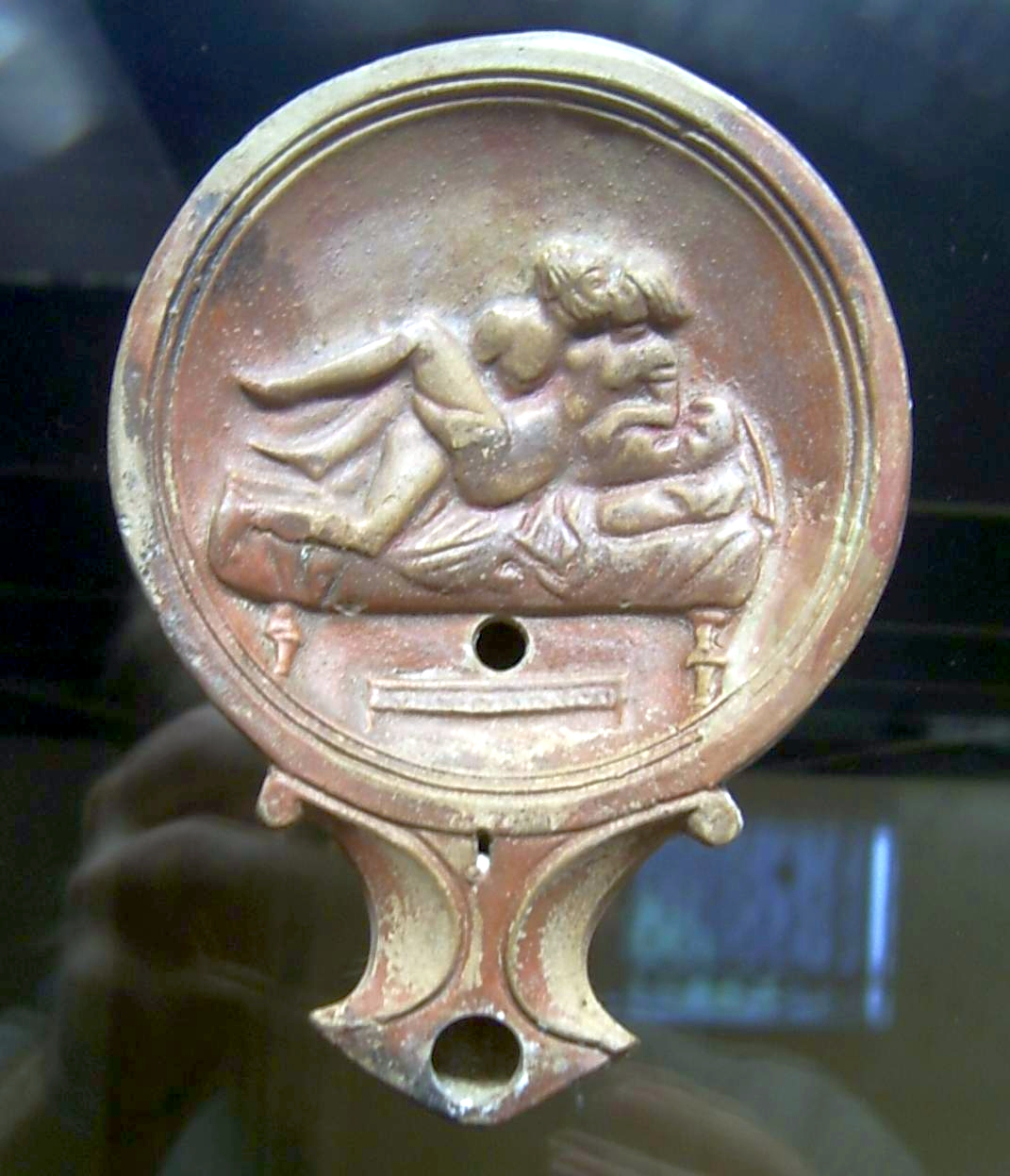
Una coppia eterosessuale, lampada a olio.

Nel IV libro di [Lucrezio], il De rerum natura viene fornito uno dei passaggi più estesi sulla sessualità umana nella letteratura latina. Yeats descrivendo la traduzione da John Dryden l'ha definita la più bella descrizione del rapporto sessuale mai scritto. Lucrezio era contemporaneo di Catullo e di Cicerone (verso la metà del I secolo a.C. ed il suo poema didattico è una presentazione della filosofia epicurea all'interno della tradizione della tradizione della poesia latina di Ennio.
L'epicureismo era materialista e dedito all'edonismo; il sommo bene qui è il piacere, definito come l'assenza di dolore fisico e stress emotivo.  L'epicureo cerca di gratificare i suoi desideri con il minimo dispendio di passione e fatica. I desideri sono classificati come quelli che sono naturali e necessari, come la fame e la sete; quelli che sono naturali ma non necessari, come il sesso; e quelli che non sono né naturali né necessari, compreso il desiderio di dominare sugli altri e glorificare se stessi. È in questo contesto che Lucrezio presenta la sua analisi dell'amore e del desiderio sessuale, che contrasta l'ethos erotico di Catullo e ha influenzato i poeti d'amore del periodo augusteo

## La sessualità maschile
Durante tutta l'epoca repubblicana la libertà politica di un cittadino romano ("Libertas") è stata definita in parte dal diritto come un preservare il corpo dalla costrizione fisica, il che comprendeva sia la punizione corporale che l'abuso sessuale. Il valore-virtus era quella cosa che rendeva un uomo adulto ancor più completamente uomo/maschio-vir ed era questa una delle principali tra le virtù considerate attive.
Gli ideali romani di mascolinità furono così la premessa per l'assunzione di un ruolo attivo e dominante in ogni campo e sfera della vita; questa era anche la prima tra le direttive imposte al comportamento sessuale maschile: "lo slancio verso l'azione potrebbe esprimersi più intensamente in un ideale di dominio che riflette la gerarchia della società patriarcale romana". La mentalità di conquista faceva parte di un vero e proprio culto della virilità che, in particolare, dava forma alle "regole" riguardanti le pratiche omosessuali. Un tal accento posto sull'idea di sottomissione e dominio ha portato gli studiosi a vedere le espressioni della sessualità maschile degli antichi romani esclusivamente in termini di modello binario penetratore-penetrato; cioè l'unico modo corretto per un maschio romano di cercare gratificazione sessuale era quello d'inserire il suo pene nel/nella partner. Permettere di lasciarsi penetrare invece rappresentava una minaccia contro la sua libertà in quanto cittadino e contro la propria integrità sessuale: l'attività sessuale definisce così, almeno in parte, la definizione di libero cittadino rispettabile dallo schiavo o dalla persona "libera ma sottomessa-passiva".
Ci si aspettava ed era socialmente accettabile per un maschio romano nato libero il voler intrattenere rapporti intimi con partner di entrambi i sessi, questo almeno fintanto che egli prendeva ed assumeva su di sé il ruolo dominante. Oggetti consentiti del desiderio erano quindi le donne di qualsiasi condizione sociale o giuridica, coloro che esercitavano la prostituzione maschile o gli schiavi, mentre i comportamenti sessuali al di fuori dal vincolo matrimoniale dovevano essere limitati a schiavi e prostitute o, meno frequentemente, ad una concubina.
La mancanza di autocontrollo, anche nella gestione della propria vita sessuale, era un'indicazione che quell'uomo era incapace di governare gli altri; il puro e semplice godimento dato dal "basso piacere sensuale" minacciava pertanto di erodere l'identità maschile elitaria della società, così come la stima ed il rispetto rivolti naturalmente alla persona istruita. Era un punto di orgoglio per Caio Gracco il sostenere che durante il suo mandato come governatore provinciale rimase senza alcuno schiavo scelto tra i ragazzi di più bell'aspetto, che nessuna prostituta visitò la sua casa, e che non avvicinò mai gli schiavi-bambini appartenenti ad altri uomini.
In epoca imperiale, preoccupazioni circa la perdita della libertà politica e la subordinazione del cittadino all'imperatore sono stati espressi da un percepibile aumento di comportamento omosessuale passivo tra gli uomini liberi, accompagnato ciò anche da una crescita documentata di punizioni corporali inflitte ai cittadini. La dissoluzione degli ideali repubblicani di interità fisica in relazione alla Libertas contribuisce e viene riflessa dalla licenza sessuale e dalla decadenza associata con l'Impero.

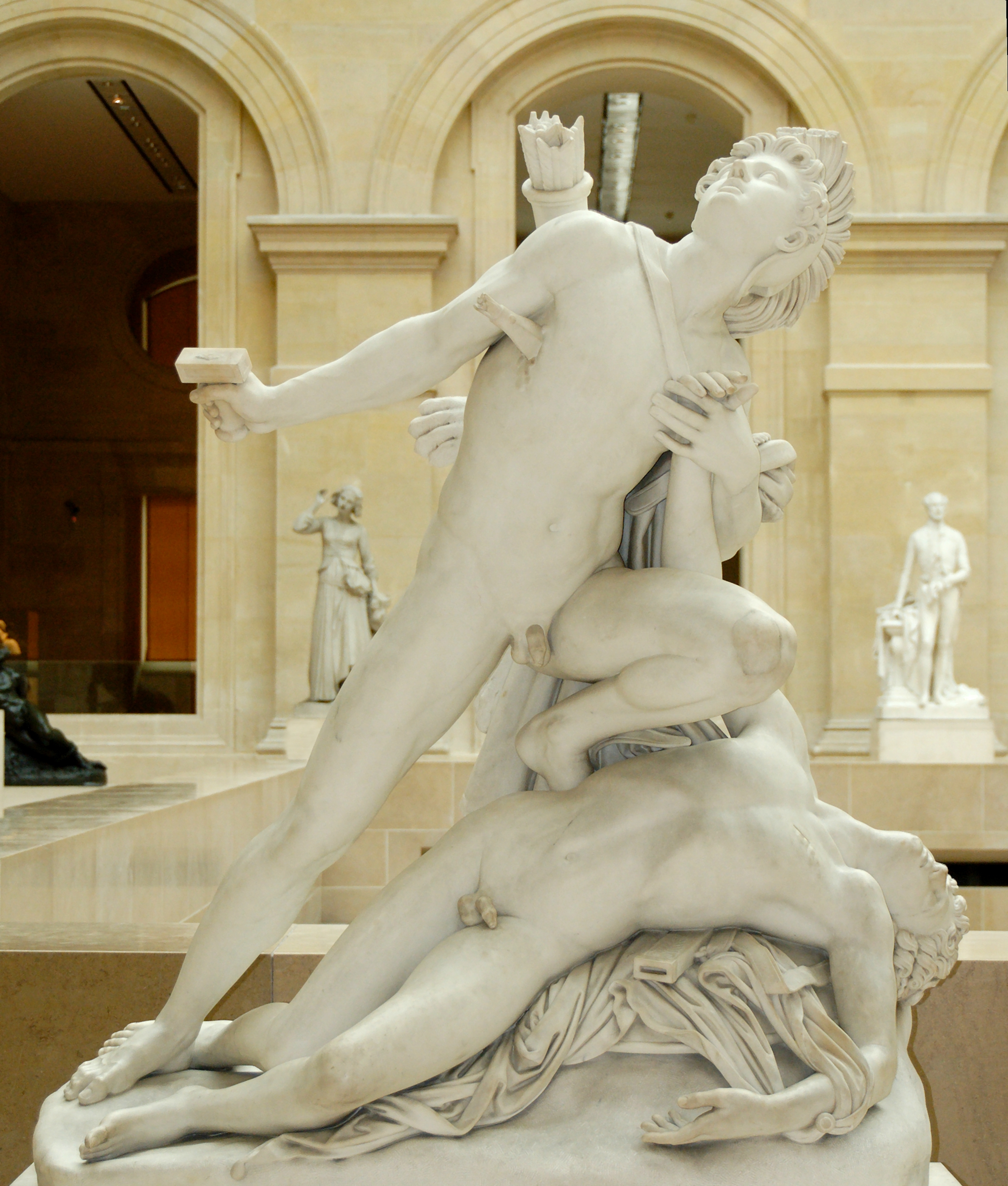
Nudo eroico rappresentante Eurialo e Niso, esempio di omoerotismo maschile in linea con la morale romana a detta di Publio Virgilio Marone. Jean-Baptiste Roman 1827.

### Nudità maschile
Mostrarsi nudi in pubblico poteva essere offensivo o sgradevole anche in ambienti tradizionali; Cicerone deride Marco Antonio come indegno di apparire quasi nudo come partecipante al Lupercalia, anche se ciò veniva ritualmente richiesto. La nudità è uno dei temi principali di questa festa religiosa che attira l'attenzione di Ovidio nei Fasti, il suo lungo forma poema sul calendario romano. Augusto, durante il suo programma di revivalismo religioso, tentò di riformare i Lupercalia, in parte sopprimendo l'uso della nudità, nonostante il suo aspetto di fertilità.
Connotazioni negative di nudità includono la sconfitta in guerra, dal momento che i prigionieri sono stati spogliati, e la schiavitù, dal momento che gli schiavi in vendita sono stati spesso esposti nudi. La disapprovazione nei confronti della nudità era quindi nei tutta nei confronti della "marcatura" ch'essa dava al corpo (esser nudi marchiava d'indegnità il corpo deprivandolo della nobiltà che lo caratterizza in quanto cittadino; questo significato era molto più presente rispetto a quello d'esser una mera questione di cercare di reprimere il desiderio sessuale considerato inadeguato.
L'influenza proveniente dall'arte greca tuttavia ha portato sempre più a creare ritratti di nudità eroica riferibili sia agli uomini che alle divinità romane, pratica questa che ha avuto inizio nel II secolo a.C. Quando le statue dei generali romani nudi alla maniera del culto rivolto ai sovrani ellenistici cominciarono per la prima volta a diffondersi, vi fu da parte della popolazione una forte reazione "scandalizzata", non tanto o non semplicemente perché veniva esposta la figura maschile nuda, ma soprattutto in quanto evocante concetti di regalità e divinità che si trovavano in contrasto con gli ideali repubblicani di cittadinanza così com'era incarnata dalla toga.
Il dio Marte si presenta come uomo barbuto maturo in abito di generale, ciò quando viene concepito come padre del popolo in tutta la sua dignità, mentre le sue raffigurazioni giovanili, senza barba e nudo, mostrano tutta l'influenza proveniente dalla rappresentazione greca di Ares. Nella prima arte augustea e giulio-claudia l'adozione programmatica dello stile neoattico e dell'arte ellenistica ha portato alla più complessa significazione del corpo maschile mostrato nudo, parzialmente nudo oppure indossante una lorica musculata (o corazza eroica).
Una notevole eccezione nei confronti della nudità in pubblico riguardava le terme, purtuttavia anche in quest'ambito gli atteggiamenti sono cambiati nel corso del tempo. Nel II secolo a.C. Catone il Vecchio preferiva non fare il bagno nudo alle terme in presenza del figlio, mentre Plutarco pare sottolineare il fatto che nei suoi tempi e in quelli immediatamente precedenti poteva esser ritenuto assai vergognoso per gli uomini maturi esporre i loro corpi davanti a maschi più giovani. In seguito vi fu addirittura la possibilità per uomini e donne di fare il bagno assieme.

### Fallicismo
La sessualità romana, così com'è ripetutamente rappresentata in letteratura, è stata descritta come essenzialmente fallocentrica.
Il "fallo" (simbologia del pene in erezione) doveva avere il potere di scacciare il malocchio ed altre forze soprannaturali malefiche; è stato utilizzato come amuleto dalle capacità "fascinatorie" (fascinus), di cui sopravvivono molti esempi in particolare sotto forma di tintinnabulum.
Il fallo dalle dimensioni e dalla lunghezza esagerata è stato associato nell'arte romana col dio Priapo, divinità itifallica per eccellenza). La raccolta poetica di autori anonimi intitolata Carmina Priapea fa parlare direttamente il "dio dei giardini", che minaccia allegramente di stupro tramite sesso anale qualsiasi ladro potenziale e chiunque si azzardi ad oltrepassare i confini della casa quando non ben accetto dai padroni. La maledizione scagliata da Priapo può causare sia l'impotenza che uno stato tormentoso di eccitazione perenne senza alcuna possibilità di remissione, il priapismo.
Ci sono all'incirca 120 termini latini registrati per indicare metaforicamente l'organo sessuale maschile e nella stragrande maggioranza dei casi questi vengono a descrivere il sesso del maschio come uno strumento d'aggressione, quando non come una vera e propria arma.
L'oscenità più comune per chiamare il pene è "mentula", molto utilizzato da Marziale al posto di termini più discreti. Virga, come altre parole significanti ramo, asta, palo, trave erano metafore comuni, così anche vomere o aratro.

#### Castrazione e circoncisione
Alcuni romani, bramosi di conservare il più a lungo possibile la bellezza pre-adolescenziale e femminea dei propri schiavi (considerati e chiamati come deliciae o delicati-"giocattoli, delizie") a volte li facevano sottoporre poco dopo la pubertà alla castrazione, cioè all'asportazione dei testicoli nel tentativo di preservare l'aspetto androgino della loro giovinezza.

### Effeminatezza e travestitismo
Quella di effeminatezza era tra le accuse preferite rivolte agli avversari nel corso dell'invettiva politica; essa colpiva soprattutto coloro che difendevano le istanze dei populares, quella fazione politica i cui capi si presentavano come difensori del popolo (democratici), che si trovava perennemente in contrasto con gli ottimati, l'élite conservatrice nobiliare.
Negli ultimi anni della repubblica varie personalità tra i populares sono state tacciate d'esser irrimediabilmente effeminate, oltre a Gaio Giulio Cesare anche Marco Antonio, Publio Clodio Pulcro e Lucio Sergio Catilina assieme a tutti i suoi amici cospiratori (vedi congiura di Catilina): venivano tutti derisi in quanto eccessivamente curati (ben vestiti e profumati) o perché giravano voci insistenti su loro trascorsi sessuali con altri uomini nei cui confronti avrebbero assunto il ruolo denigrato della femmina; allo stesso tempo però l'effeminato era anche il donnaiolo, il Don Giovanni impenitente in possesso di fascino e carisma superiori alla norma e che amava vestirsi elegantemente ed esser sempre profumato.

Forse l'episodio più celebre di crossdressing nell'antica Roma si è verificato nel 62 a.C. quando il succitato Clodio Pulcro violò i riti annuali della Bona Dea e che erano riservati alle sole donne; essi si svolsero nella casa di Cesare, nell'epoca in cui questi si trovava quasi al termine del suo mandato di pretore e s'apprestava ad assumere l'investitura di pontefice massimo. Clodio si travestì come una flautista per riuscire ad entrare, come viene descritto da Cicerone che lo addita come sacrilego:
 Le azioni di Clodio, che era stato appena eletto questore ed era in procinto di compiere trent'anni, sono spesso state considerate come un ultimo scherzo giovanile. La natura tutta femminile di questi riti notturni ha attirato nel corso del tempo molta speculazione pruriginosa negli uomini; sono state fantasticate come enormi orge lesbiche compiute tra i fumi dell'alcol e che potevano pertanto anche essere molto divertenti da osservare. Clodio si suppone che avesse avuto lo scopo di sedurre la moglie di Cesare, ma la sua voce maschile lo ha smascherato prima di poter riuscire ad averne la possibilità. Lo scandalo ha spinto Cesare a cercare di ottenere un divorzio immediato per poter in tal maniera tenere sotto controllo i danni sopravvenuti alla propria reputazione, dando origine alla famosa frase divenuta proverbiale "la moglie di Cesare deve essere sopra di ogni sospetto." L'incidente ha riassunto comunque il disordine vigente durante gli ultimi anni della repubblica romana.
L'ambiguità sessuale è poi una caratteristica peculiare dei sacerdoti della dea Cibele conosciuti come Galli, il cui abbigliamento rituale includeva capi femminile. Essi sono a volte considerati come una specie di sacerdozio transgender, in quanto veniva richiesto loro di sottoporsi ad auto-evirazione ad imitazione di Attis. La complessità dell'identità di genere nella religione di Cibele e Attis e nel relativo mito sono ben esplorate da Catullo in una delle sue poesie più lunghe, il Carme 63.

### Rapporti omosessuali

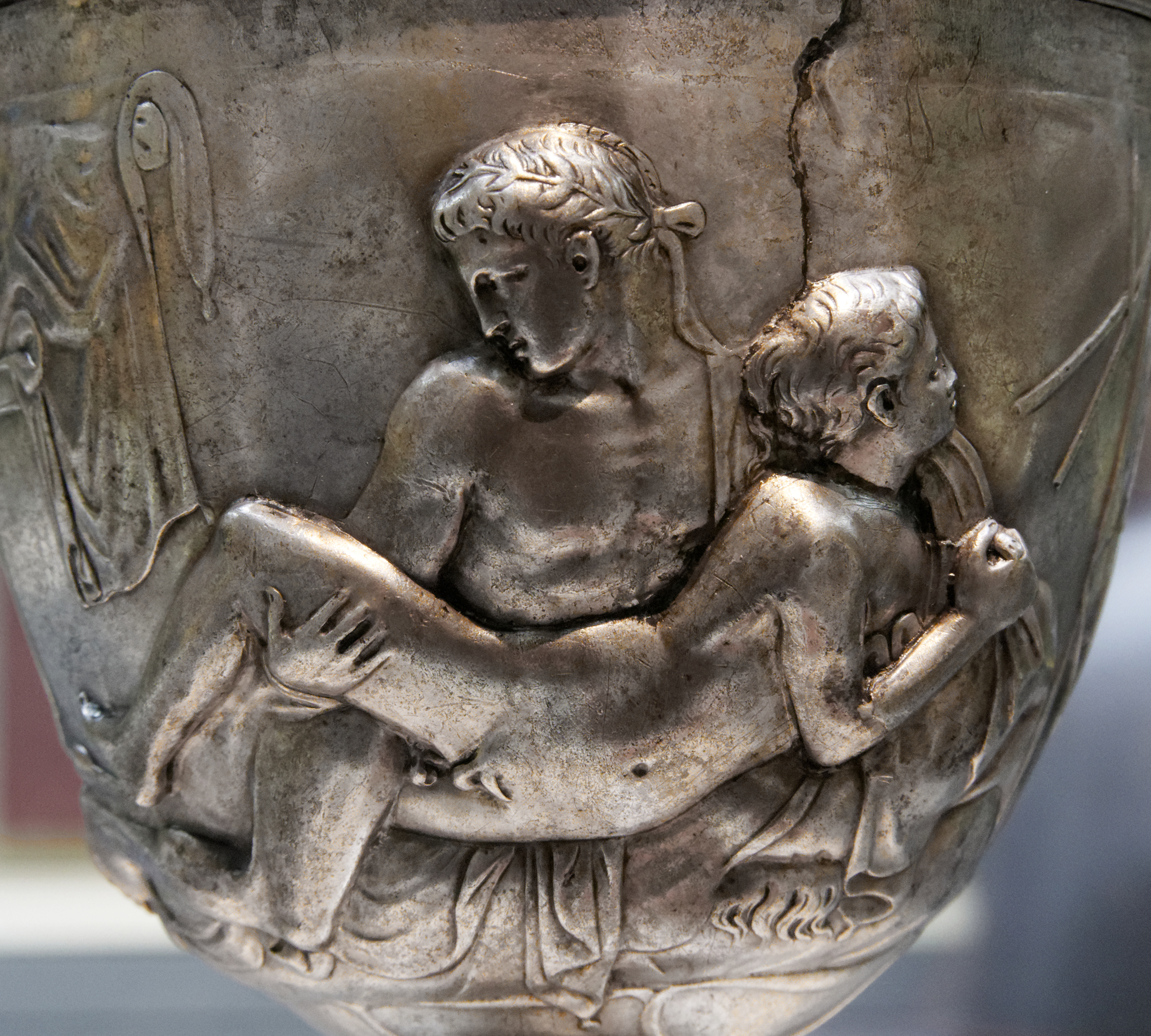
Lato della Coppa Warren che mostra il "conquistatore erotico" del puer delicatus (ragazzino), incoronato.

Gli uomini romani erano del tutto liberi di avere rapporti sessuali con maschi di status inferiore, senza per questo aver alcuna percezione di una qualche perdita di mascolinità; soltanto coloro che prendevano il ruolo passivo nel rapporto (a volte indicati come sottomessi) venivano fortemente denigrati come deboli e privi di virilità.
I cittadini romani che erano solitamente contrassegnati come "maschile" potevano attuare la penetrazione sessuale di uomini sia verso coloro che esercitavano la prostituzione maschile che nei confronti degli schiavi i quali solitamente erano ragazzi sotto i vent'anni d'età.
La letteratura comprende molte opere che parlano di omoerotismo; comprende le poesie di Catullo dedicate al suo ragazzino quattordicenne di nome Juventius (Giovenzio), le elegie di Tibullo e Properzio, la seconda egloga delle Bucoliche di Virgilio e diverse poesie di Orazio. Lucrezio affronta il tema dell'amore provato nei confronti dei ragazzi nel suo De rerum natura (4.1052–1056). Sebbene Publio Ovidio Nasone includa di trattare esempi mitologici di omoerotismo nelle sue Metamorfosi, egli risulta altresì prendere al riguardo una posizione che è insolita fra i poeti d'amore latini, ed in effetti tra i Romani in generale, quando esprime opinioni aggressivamente eterosessuali. Il Satyricon di Petronio Arbitro è talmente permeato di erotismo culturale di tipo omosessuale che nei circoli letterari europei del XVIII secolo, il suo nome è diventato addirittura un sinonimo di omosessualità.
Anche se il diritto romano non riconosceva il matrimonio tra uomini, nel periodo imperiale alcune coppie maschili celebrarono riti matrimoniali tradizionali. Tali forme di matrimonio tra persone dello stesso sesso sono riportati da fonti che li deridono; i sentimenti dei partecipanti non sono registrati.

### Lo stupro sugli uomini
Gli uomini che erano stati violentati perdevano la legittimazione all'agire sociale, ne venivano esentati; acquisivano lo status di infamia, lo stesso degli uomini dediti alla prostituzione maschile o di quelli che assumevano volontariamente il ruolo passivo nell'atto sessuale.
Secondo il giurista Pomponio, dopo che l'uomo è stato violentato con la forza dai ladri o dal nemico in tempo di guerra, dovrebbe sopportarne lo stigma.
I timori di stupri di massa a seguito di una sconfitta militare veniva esteso anche ai maschi oltre che alle potenziali vittime di sesso femminile.
Il diritto romano ha affrontato lo stupro di un cittadino di sesso maschile già nel II secolo a.C., quando venne emessa una sentenza riguardante una causa che potrebbe aver coinvolto un maschio di orientamento omosessuale; anche se un uomo che aveva lavorato nell'ambito della prostituzione non poteva essere violentato per una questione di diritto, è stato stabilito difatti che anche un uomo poco raccomandabile e discutibile fosse in pieno possesso degli stessi diritti degli altri uomini liberi di non avere il proprio corpo sottoposto da una sessualità forzata.
In un libro sull'arte della retorica del I secolo a.C. lo stupro di un maschio nato libero (ingenuus) è equiparato a quello di una matrona ed in quanto ciò trattarsi di un crimine capitale.
La Leges Iuliae#Lex Iulia de vi publica et privata (17 a.C.) definisce lo stupro come il sesso forzato contro un ragazzo o una donna e lo stupratore era oggetto di esecuzione, una sanzione alquanto rara nel diritto romano.
Costituiva inoltre un delitto capitale per un uomo rapire un bambino nato libero per utilizzarlo in scopi eminentemente sessuali; la corruzione del protettore del ragazzo per averne l'opportunità ne rappresentava un'aggravante: in questo caso la negligenza degli accompagnatori poteva essere perseguita sotto varie leggi, riversando patte della colpa su coloro che non erano riusciti nelle loro responsabilità come guardiani, piuttosto che sulla vittima.
Anche se la legge riconosceva l'irreprensibilità della vittima, la retorica utilizzata dalla difesa indica che i cosiddetti "atteggiamenti colpevoli" avrebbeto potuto essere sfruttati fra i giurati.
Nella sua collezione di codici aneddotici che si occupavano di assalti alla castità, lo storico Valerio Massimo dispone in egual misura di un numero di vittime di sesso maschile rispetto a quelle di sesso femminile.

### Sessualità militare
Il soldato romano, come ogni romano libero e rispettabile dello Stato, avrebbe dovuto mostrare autodisciplina in materia di sesso. Ai soldati colpevoli di adulterio veniva dato un congedo disonorevole, mentre agli adulteri condannati era impedito l'arruolamento, con condanne rigorose che potevano vietare le prostitute e i magnaccia dal campo,.
Anche se in generale l'esercito romano, sia in marcia che in un forte permanente (castra) mantenevano tra i partecipanti un numero di seguaci di campo che potevano includere anche le prostitute. La loro presenza sembra essere data per scontata e menzionata soprattutto quando poteva diventare un dato problematico; per esempio quando Scipione Emiliano stava partecipando all'assedio di Numanzia nel 133 a.C. respinse i seguaci sessuali del campo come una delle sue misure per il ripristino della disciplina.
Forse la cosa più singolare è il divieto contro il matrimonio romano mentre si faceva parte degli effettivi dell'esercito imperiale. Nel suo primo periodo, Roma aveva un esercito di cittadini che avevano lasciato le proprie famiglie per prendere le armi, quando ve ne fosse stato bisogno. Durante l'espansionismo della media repubblica romana, Roma iniziò ad acquisire vasti territori da difendere come le province (vedi la provincia romana), ma nel corso dell'epoca di Gaio Mario (fino all'86 a.C.) l'esercito era stato sempre più professionalizzato.
Il divieto di matrimonio per i soldati in servizio iniziò sotto Augusto (27 a.C.-14 d.C.), forse per scoraggiare le famiglie al seguito dell'esercito e compromettendone così la sua mobilità. Il divieto di matrimonio era applicato a tutti i ranghi fino a quello del centurione; mentre per gli uomini delle classi dirigenti c'era l'esenzione. Con il II secolo la stabilità dell'impero conosciuta come pax romana ha costretto la maggior parte delle unità a forti permanenze in terre lontane, cosicché si potevano spesso sviluppare rapporti anche con donne locali. Sebbene legalmente queste unioni non potevano essere formalizzate in matrimonio legittimo, è stato riconosciuto che il loro valore stava nel fornire un supporto emotivo.
Dopo che un soldato fosse stato dimesso, alla coppia era concesso il diritto di matrimonio legale in quanto cittadini (il connubium) e tutti i bambini che già eventualmente avevano veniva loro concesso lo status di esser nati cittadini. Settimio Severo revocò il divieto augusteo nel 197.
Altre forme di gratificazione sessuale a disposizione dei soldati erano l'uso di schiavi, gli stupri di guerra e la relazione tra persone dello stesso sesso. Il comportamento omosessuale tra i soldati è stato oggetto di sanzioni, compresa la pena la morte in quanto violazione della disciplina e del diritto militare. Polibio (2 sec a.C.) riferisce che l'attività omosessuale all'interno delle forze armate era punita con la fustuarium, una fustigazione fino a morte.
Il sesso tra commilitoni violava il decoro romano in quanto s'intratteneva un rapporto sessuale con un altro maschio nato libero. Un soldato aveva sopra ogni altra cosa il dovere di mantenere la propria mascolinità, non consentendo in nessun caso pertanto che il proprio corpo potesse essere utilizzato per scopi sessuali. Questa integrità fisica era in contrasto con i limiti imposti sulle sue azioni come uomo libero all'interno della gerarchia militare; più sorprendentemente, i soldati romani erano i soli cittadini regolarmente sottoposti a punizioni corporali, riservate al mondo civile soprattutto agli schiavi. L'integrità sessuale ha contribuito a distinguere lo status del soldato, che altrimenti avrebbe sacrificato molto della sua autonomia civile rispetto a quella dello schiavo.
Nella guerra, subire lo stupro equivaleva alla sconfitta, un altro motivo per il soldato di non compromettere il proprio corpo sessualmente.

## La sessualità femminile
A causa dell'enfasi romana data alla famiglia, la sessualità femminile è stata considerata una delle basi per l'ordine sociale e la prosperità. Ci si aspettava che le donne romane esercitassero la propria sessualità all'interno del matrimonio, e venissero premiate per la loro integrità sessuale (pudicitia) e fecondità. Augusto concesse onori e privilegi speciali alle donne che avevano dato alla luce almeno tre bambini, attraverso lo Ius trium liberorum; la sua legge morale era incentrata sullo sfruttamento della sessualità delle donne.
Il controllo della sessualità femminile era considerata necessaria per la stabilità dello Stato, tanto che era sancito nella forma più vistosa data dalla verginità assoluta delle Vestali attendenti al sacro fuoco. Una vestale che avesse violato il proprio voto sarebbe stata sepolta viva in un rituale che avrebbe imitato per alcuni aspetti le pratiche funerarie romane ed il suo amante l'avrebbe seguita. La sessualità femminile, sia disordinata sia esemplare, spesso poteva avere impatti anche profondi sulla religione di Stato in tempo di crisi per la repubblica romana.
Come avveniva per gli uomini, anche per le donne libere che si fossero esposte sessualmente, come prostitute od esecutrici di lenocinio, o che si fossero rese disponibili indiscriminatamente, sarebbero state escluse dalla protezione legale dovuta loro nonché dalla rispettabilità sociale.
Molte fonti letterarie romane approvano le donne rispettabili che esercitano la passione esclusivamente all'interno dell'istituzione matrimoniale; mentre la letteratura antica prende con prepotenza una visione fortemente maschilista della sessualità, il poeta augusteo Publio Ovidio Nasone esprime invece un interesse esplicito e praticamente unico del modo in cui le donne subiscono il rapporto sessuale (ciò innanzi tutto nellArs amatoria ma anche negli Amores).

### Il corpo femminile
Gli atteggiamenti morali nei confronti della nudità femminile differivano, almeno in parte, da quelli dei Greci, pur essendo notevolmente influenzati da loro; questi ultimi avevano idealizzato il corpo maschile nudo - il nudo eroico - mentre ritraggono sempre le donne rispettabili coperte. La parziale nudità delle dèe nell'arte imperiale romana, tuttavia, poteva mettere in evidenza il seno come parte fisica dignitosa, ma in quanto per renderne un'idea piacevole d'immagine di nutrimento, abbondanza e tranquillità.
L'arte erotica sopravvissuta di questo periodo indica che le donne con seni piccoli e fianchi larghi raffiguravano l'ideale forma del corpo umano femminile. Dal I secolo d.C. l'arte romana comincia a mostrare un vasto interesse per il nudo artistico femminile impegnato in varie attività tra le quali anche la sessualità (vedi l'arte erotica a Pompei e Ercolano); l'arte pornografica rappresentante donne in qualità di presunte prostitute nel momento in cui svolgono atti sessuali poteva mostrare il seno coperto da uno "strophium" (una sorta di reggiseno) anche quando il resto del corpo era nudo.
Nel mondo reale, così come viene descritto in letteratura, le prostitute a volte si presentavano nude all'ingresso del cubicolo del bordello a loro riservato, oppure si mostravano indossare abiti di seta trasparente; gli schiavi (e schiave) in vendita sono stati spesso esposti nudi per consentire agli acquirenti d'ispezionare i loro eventuali difetti, ma anche per simboleggiare che non avevano il diritto di controllare il proprio corpo. Seneca il Vecchio descrive il momento della vendita di una donna: "lei si presentò nuda sulla riva, a piacere dell'acquirente: ogni parte del suo corpo è stato esaminato e ritenuto. Volete ascoltare il risultato della vendita? Il pirata ha venduto, il protettore ha comprato, che la si potesse impiegare come una prostituta".
La visualizzazione del corpo femminile lo rendeva maggiormente vulnerabile, Varrone ha detto che la vista era il più grande dei sensi, perché mentre gli altri sono in un modo o nell'altro limitati dalla vicinanza, la vista poteva penetrare anche fino all'altezza delle stelle; egli pensava che la parola latina per vista-lo sguardo intenso, "visus", fosse etimologicamente collegato a vis-forza/potere. Ma il legame tra visus e vis, continua, implica anche la possibilità sempre presente di violazione (tramite quindi lo sguardo maschile), come Atteone guardando nuda Diana ne aveva violato la divinità.
Il corpo femminile completamente nudo come viene ritratto nella scultura romana è stato pensato essenzialmente per incarnare un concetto universale di Venere, la cui controparte greca Afrodite è la Dea più spesso dipinta in stato di nudità nell'arte greca.

#### Genitali femminili
Il termine basilare osceno per i genitali femminili è "cunnus"-fica, anche se forse non così fortemente offensiva come per la moderna lingua anglosassone "cunt", derivato proprio da cunnus. Marziale utilizza la parola più di trenta volte, Catullo una volta e Orazio tre solo nei suoi primi lavori; appare anche nei Priapea e nei graffiti. Una delle parole gergali usate dalle donne per i loro genitali era "porcus", in particolare quando donne mature discutevano di ragazze; Varrone collega quest'uso della parola al sacrificio di un maiale alla dea Cerere nel corso dei riti preliminari di nozze.
Le metafore di campi, giardini e prati sono anch'esse comuni, come lo è l'immagine dell'aratro maschile riferito al solco femminile; altre metafore includono la grotta, la fossa, il sacchetto, il vaso, la stufa, il forno e l'altare.
Anche se i genitali delle donne appaiono spesso nelle invettive e all'interno dei versi satirici come oggetti di disgusto, sono invero raramente presenti nell'elegia d'amore. Ovidio, il più eterosessuale dei poeti classici d'amore, è l'unico che si riferisce al dare un piacere alla donna attraverso la stimolazione dei genitali; Marziale invece scrive dei genitali femminili solamente in una maniera offensiva, descrivendo la vagina di una donna come fosse l'esofago di un pellicano. e la paragona inoltre al sedere del ragazzo come ricettacolo per il fallo.
La funzione della clitoride ("landica") è stata ben compresa; nel latino classico il termine era di un'oscenità altamente indecorosa ritrovato solo nei graffiti e nei Priapea. Il clitoride era solitamente indicato come una metafora, come ad esempio fa Giovenale quando lo chiama "crista" (cresta)

### Omosessualità femminile
Le parole greche indicanti una donna che preferisce il sesso con un'altra donna includono l'hetairistria (da confrontare con hetaira-cortigiana/compagna), tribas (plurale tribadi) e lesbia

## Sessualità e gioventù
Sia i maschi che le femmine nati liberi potevano indossare la "Toga praetexta", una toga bianca normale con una larga striscia viola sui bordi; era riservata ai ragazzi cittadini che non avevano però ancora raggiunto la maggiore età. Questa toga assegnava chi la portava lo status di inviolabilità; lo stupro di un ragazzo nato libero costituiva un crimine capitale.

## Sesso, matrimonio e società

### Relazione padrone-schiavo
L'attrattiva sessuale era una delle caratteristiche principali richieste negli schiavi
in quanto considerati proprietà oggettiva, il loro padrone poteva utilizzarli sessualmente a piacimento o anche richiederli in prestito se appartenevano ad altri.
Le lettere di Cicerone hanno suggerito ad alcuni studiosi
che egli potesse aver avuto una relazione omosessuale a lungo termine col proprio schiavo, e poi liberto, di nome Marco Tullio Tirone.